# Grimmia khasiana
Grimmia khasiana är en bladmossart som beskrevs av Mitten 1859. Grimmia khasiana ingår i släktet grimmior, och familjen Grimmiaceae. Inga underarter finns listade i Catalogue of Life.